# White Collar
White Collar (Crimes do Colarinho Branco no Brasil, Apanha-me se Puderes em Portugal) é uma série de ação e drama do canal USA Network, criada por Jeff Eastin, estrelando Matt Bomer como Neal Caffrey e Tim DeKay como Agente Especial Peter Burke. White Collar teve sua estréia em 23 de Outubro de 2009, com 6 temporadas, concluindo o seu final no dia 18 de Dezembro de 2014.
Em Portugal, White Collar é exibido pela TVI, e no Brasil, pela Fox Brasil. Em março de 2011, a Rede Globo começou a exibir a série após o Programa do Jô, além de outros seriados como Prison Break e Lie to Me.

## Sinopse
Neal Caffrey é um ex-ladrão e falsificador que foi capturado pelo Agente Especial Peter Burke, do FBI, após várias tentativas frustradas. Condenado a uma pena de 4 anos,Neal Caffrey foge da prisão faltando apenas 3 meses para acabar de cumprir sua pena. Neal foge para encontrar sua ex-namorada Kate, porém é recapturado pelo agente especial Peter Burke. Após ser recapturado, Neal pede para o Agente Peter Burke o encontrar na prisão, a fim de propor um acordo. Durante o encontro, Neal se oferece para prestar serviços ao FBI em troca de sua liberdade, mas o Agente nega o pedido. Depois de pensar muito, Peter acaba cedendo, e Neal vira consultor do FBI e começa a ajudar a equipe de Burke a resolver casos de Colarinho Branco.
- «Mais informações»

## Elenco
| Personagem | Personagem | Personagem | Personagem |
| ---------- | ---------- | ---------- | ---------- |
|            | Principal  |            | Recorrente |

| Personagem      | Ator/Atriz         | Cargo/Ocupação                                                                        | Temporada | Temporada | Temporada | Temporada | Temporada | Temporada |
| Personagem      | Ator/Atriz         | Cargo/Ocupação                                                                        | 1         | 2         | 3         | 4         | 5         | 6         |
| --------------- | ------------------ | ------------------------------------------------------------------------------------- | --------- | --------- | --------- | --------- | --------- | --------- |
| Neal Caffrey    | Matt Bomer         | Vigarista Ex-Condenado; Consultor da Unidade de Crimes do Colarinho Branco do FBI     |           |           |           |           |           | —         |
| Peter Burke     | Tim DeKay          | Agente Especial Senior, Chefe da Unidade de Crimes do Colarinho Branco do FBI         |           |           |           |           |           | —         |
| Mozzie          | Willie Garson      | Vigarista, Melhor Amigo do Neal                                                       |           |           |           |           |           | —         |
| Elizabeth Burke | Tiffani Thiessen   | Esposa do Peter - Planejadora de Eventos                                              |           |           |           |           |           | —         |
| Lauren Cruz     | Natalie Morales    | Agente Especial da Unidade de Crimes do colarinho Branco do FBI (2009–2010)           |           | —         | —         | —         | —         | —         |
| Diana Berrigan  | Marsha Thomason    | Agente Especial da Unidade de Crimes do Colarinho Branco do FBI (2009, 2010–presente) |           |           |           |           |           | —         |
| Clinton Jones   | Sharif Atkins      | Agente Especial da Unidade de Crimes do Colarinho Branco do FBI                       |           |           |           |           |           | —         |
| Sara Ellis      | Hilarie Burton     | Investigadora da empresa de seguros                                                   | —         |           |           |           |           | —         |
| Kate Moreau     | Alexandra Daddario | Ex-Namorada de Neal Caffrey                                                           |           |           |           |           |           |           |

Recorrentes
- Diahann Carroll … June
- Alexandra Daddario … Kate Moreau
- Natalie Morales …  Lauren Cruz
- Gloria Votsis … Alex Hunter
- Noah Emmerich … Garrett Fowler
- James Rebhorn … Reese Hughes
- Eliza Dushku … Raquel LaRoque

## Versão Brasileira
- Neal Caffrey - Marcelo Garcia
- Peter Burke - Ricardo Schnetzer
- Elizabeth Burke - Fernanda Fernandes
- Mozzie - Dário de Castro
- Jones - Carlos Seidl
- Alex Hunter - Erika Menezes
- Sara Ellis - Sílvia Goiabeira
- Christie - Maíra Goés
- Sam - Júlio Chaves
- Direção - Jorge Desttez
- Tradução - Dilma Machado
- Estúdios - Voice Brazil Rio / Estúdio Gigavoxx Rio

## Premiações
| Ano  | Apresentador           | Award                 | Resultado |
| ---- | ---------------------- | --------------------- | --------- |
| 2011 | People's Choice Awards | Favorite TV Obsession | Indicado  |